# Ramesodes nycteris
Ramesodes nycteris là một loài bướm đêm trong họ Noctuidae.